# Euselasia fervida
Euselasia fervida is een vlindersoort uit de familie van de prachtvlinders (Riodinidae), onderfamilie Euselasiinae.
Euselasia fervida werd in 1874 beschreven door Butler.